# Ferdinand Schlöth

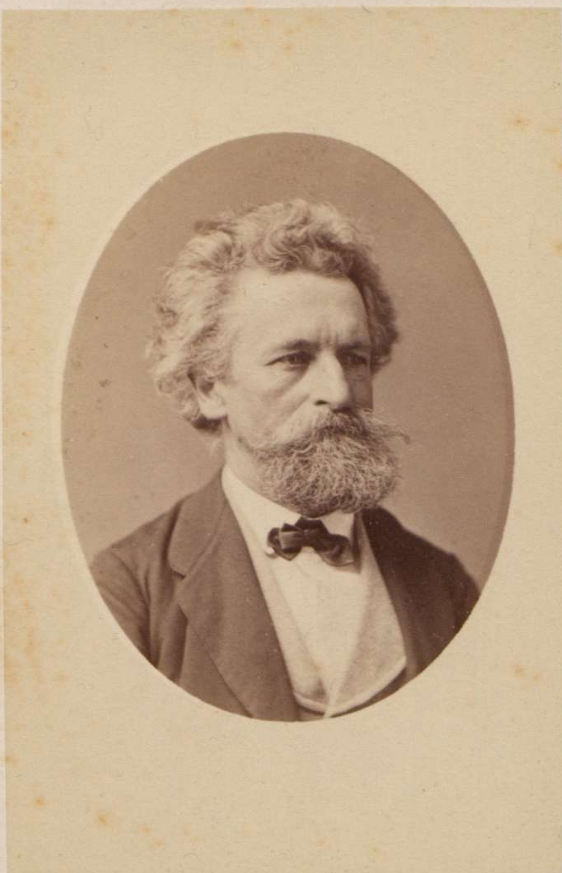
Ferdinand Schlöth

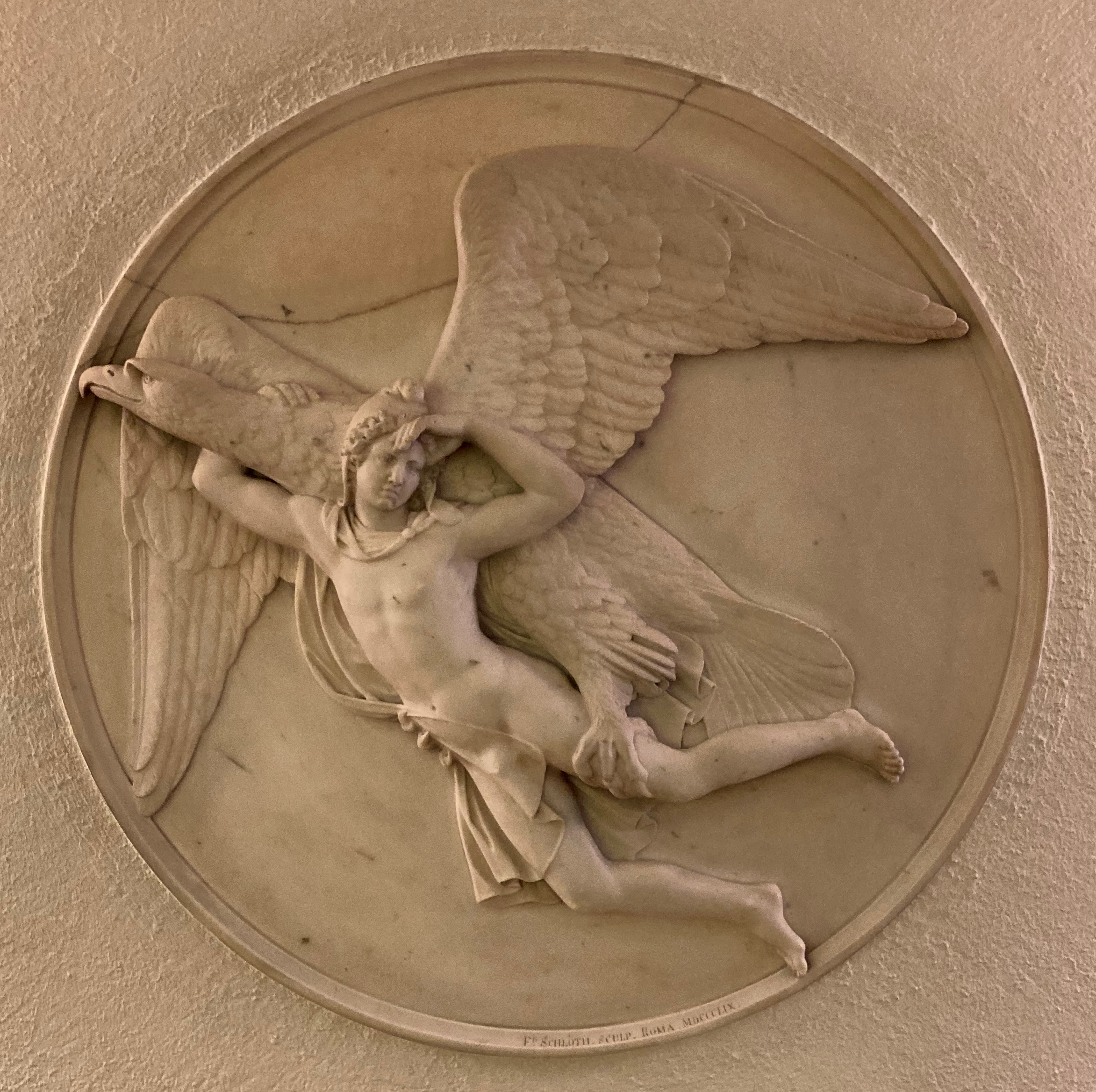
Ferdinand Schlöth: Ganymed, 1859

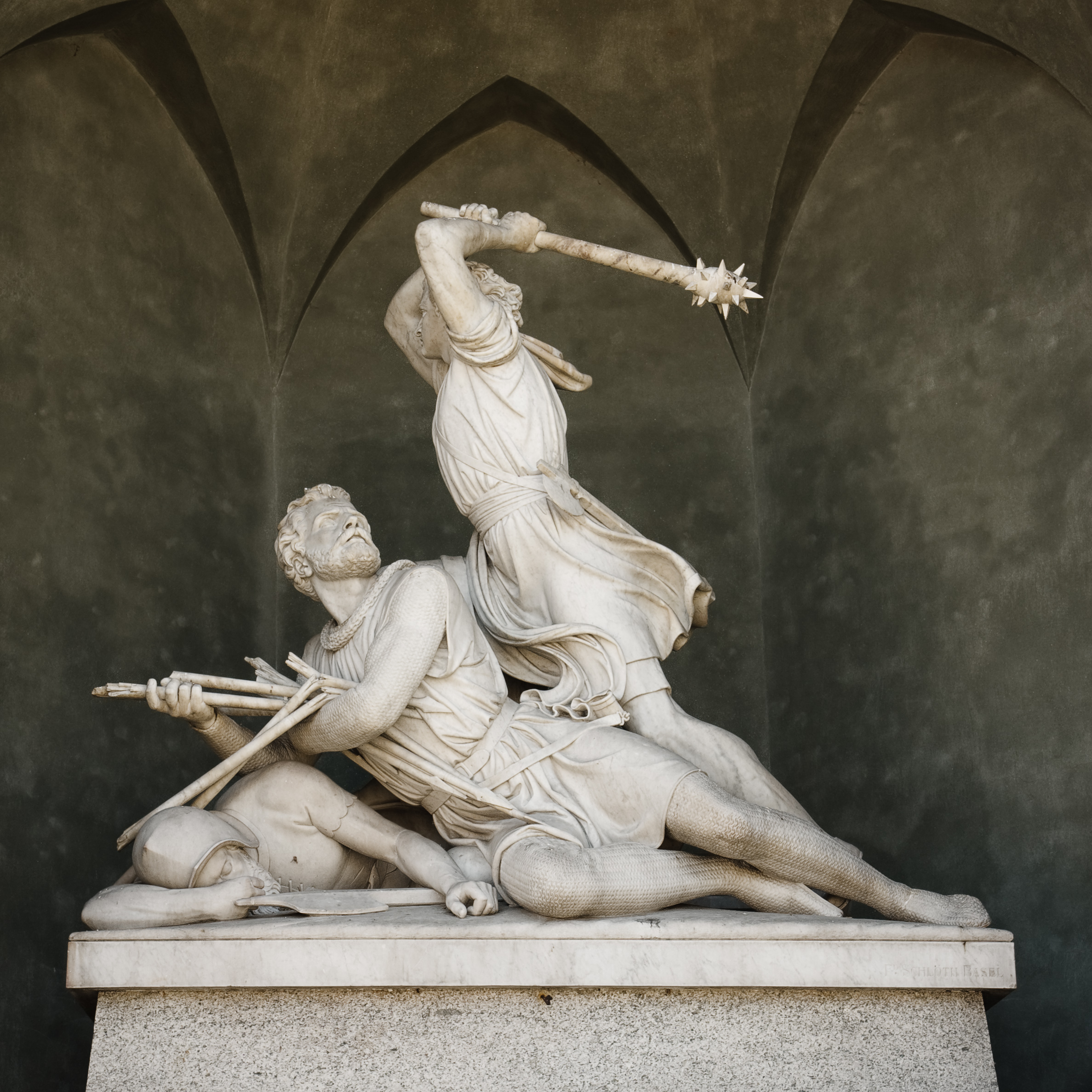
Winkelrieddenkmal auf dem Dorfplatz in Stans, aufgestellt 1865

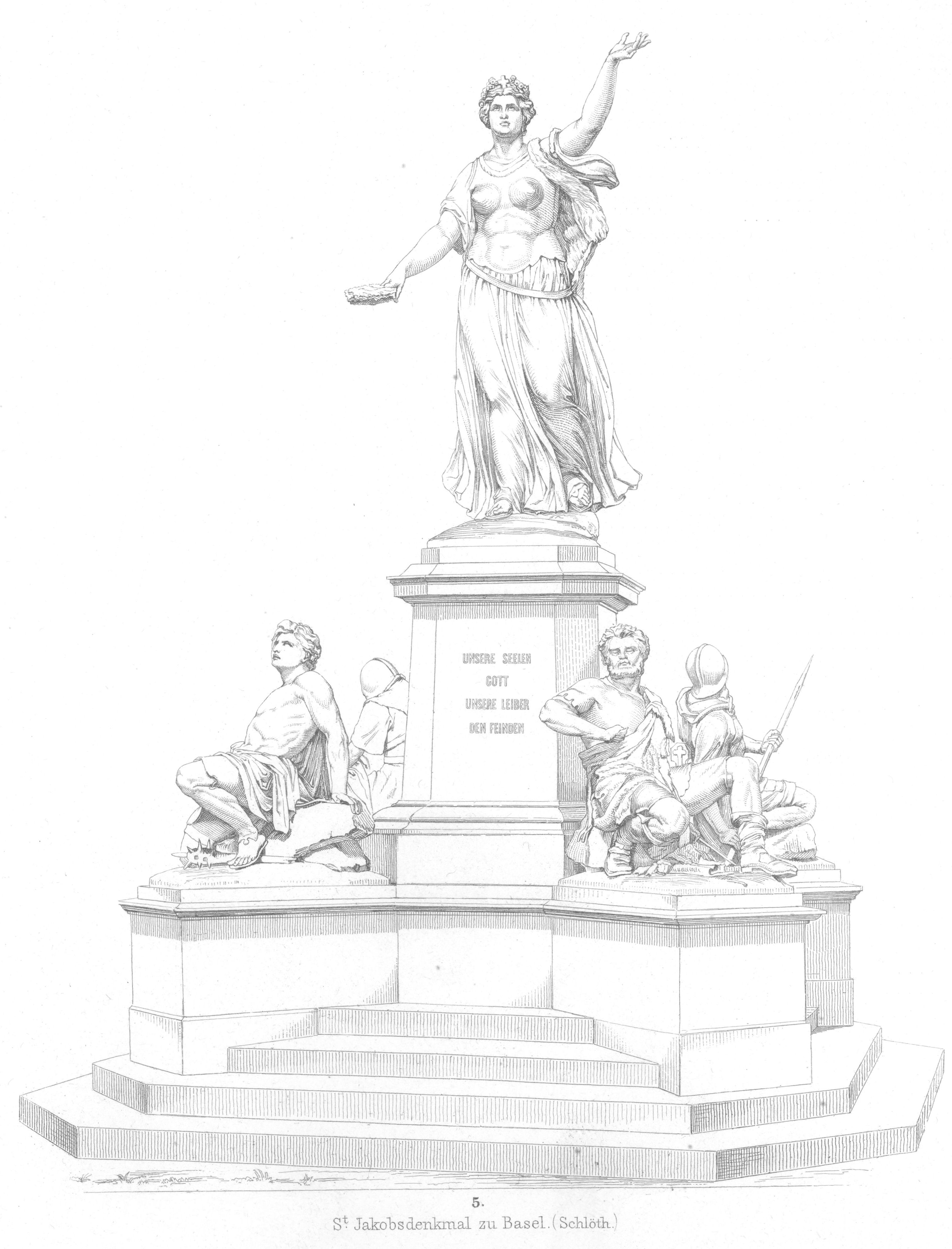
St. Jakobsdenkmal in Basel, 1871

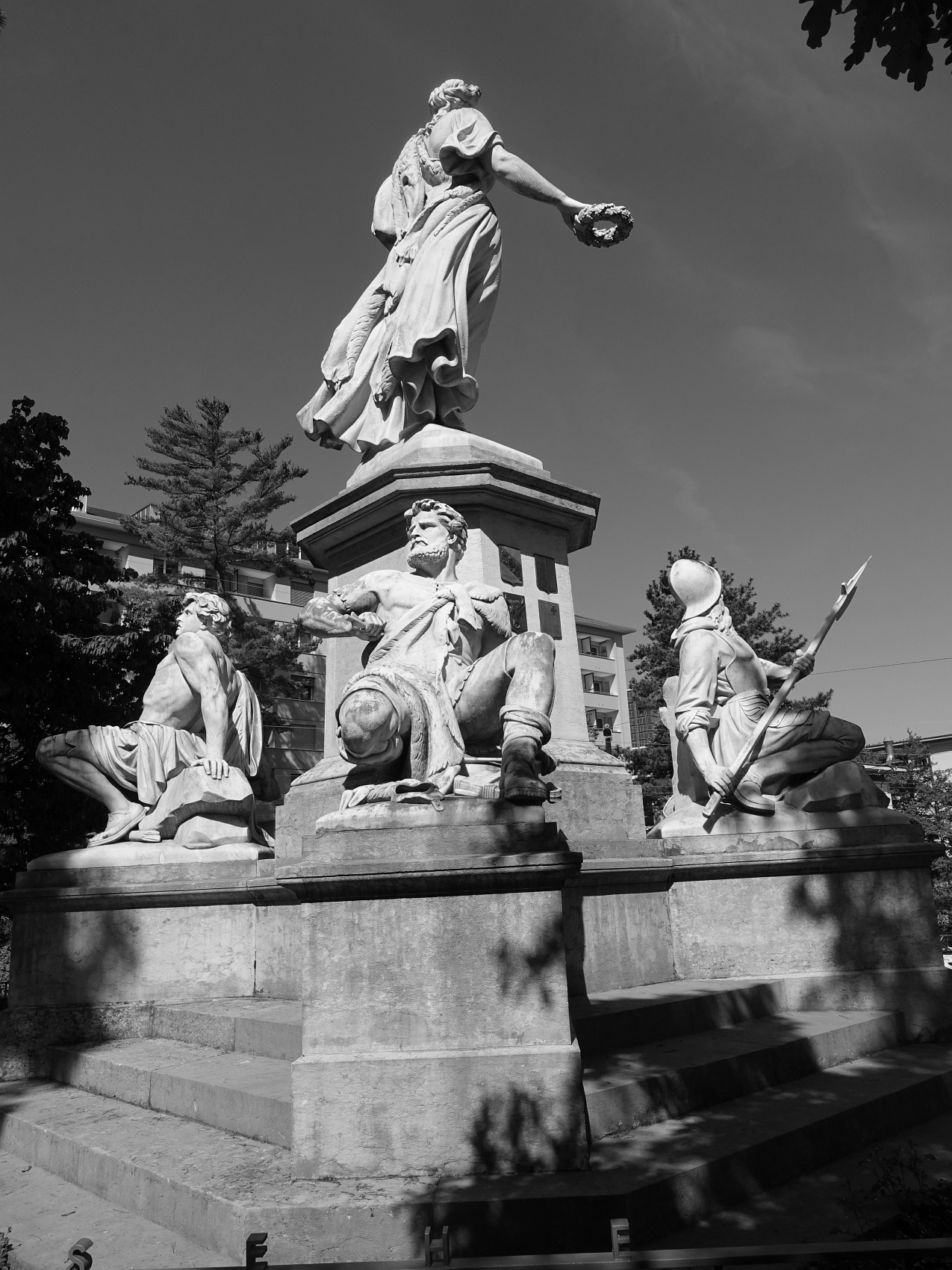
Denkmal für die Schlacht bei St. Jakob an der Birs

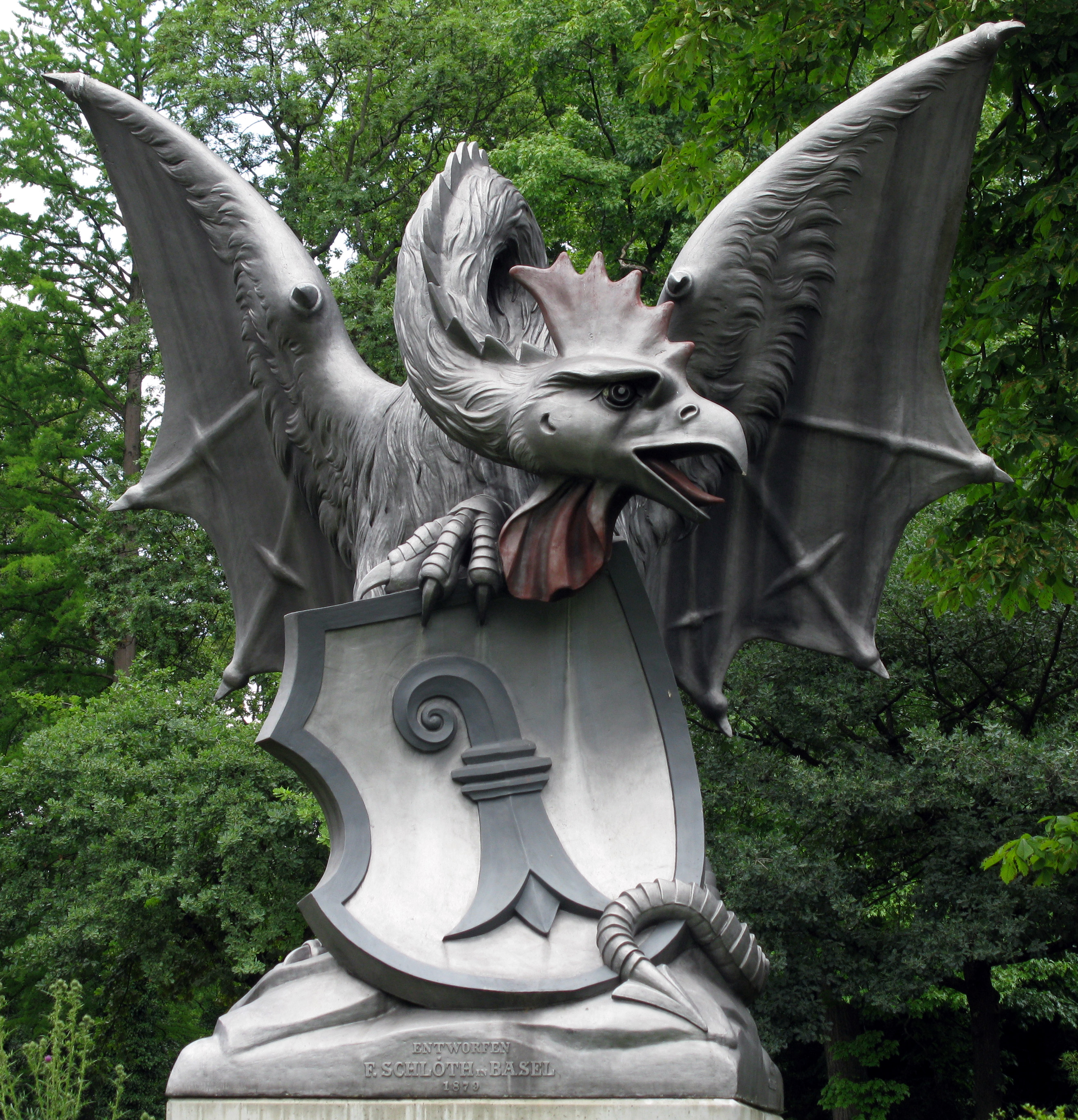
Basilisk seit 2008 beim Tierpark Lange Erlen, entworfen 1879, gegossen 1880

Lukas Ferdinand Schlöth (* 25. Januar 1818 in Basel; † 2. August 1891 in Lutzenberg AR; bestattet in Thal SG; heimatberechtigt in Basel) war ein Schweizer Bildhauer des Spätklassizismus.

## Leben
Lukas Ferdinand Schlöth wuchs als Sohn des aus Berlin stammenden Schlossers Heinrich Ludwig Schlöth in Basel auf. Er absolvierte zuerst eine Schlosserlehre bei seinem Vater und war mehrere Jahre in dessen Werkstatt tätig. Nach dem Tod des Vaters 1839 führte er zunächst die Werkstatt gemeinsam mit dem älteren Bruder Friedrich Ludwig Schlöth weiter. Daneben nahm er Zeichenunterricht bei Hieronymus Hess und besuchte die Modellierklasse des Bildhauers Johann Heinrich Neustück. Ab 1843 liess er sich in Rom zum Bildhauer ausbilden. Zu seinen Lehrern gehörte wohl der Landsmann Heinrich Maximilian Imhof, zu dem das Verhältnis später in eine gehässige Rivalität umschlug. 1847 eröffnete er dort ein eigenes Atelier. 1874 heiratete er die vermögende Witwe Emma Müller-Gengenbach und kehrte in die Schweiz zurück. Danach lebte und arbeitete er abwechslungsweise in Basel und in Lutzenberg (Kanton Appenzell Ausserrhoden).

## Werk
Aus einem Wettbewerb für ein Winkelried-Denkmal in Stans ging er 1855 siegreich hervor. Dessen Einweihung 1865 machte Schlöth zu einem der renommiertesten Bildhauer der Schweiz. Es folgte das ebenso heroische Denkmal für die Schlacht bei St. Jakob an der Birs in Basel (1872 eingeweiht). Ferdinand Schlöth setzte mit diesen beiden Monumenten neue Massstäbe in der Kategorie des politischen Denkmals, wenn auch seine Lösungen fast ohne direkte Nachfolge blieben. 1873 gewann er zudem den Wettbewerb für das Tegetthoff-Denkmal in Wien, doch wurde sein Entwurf nicht ausgeführt, ebenso seine preisgekrönten Entwürfe für das Zwingli-Denkmal vor der Wasserkirche in Zürich. Neben Denkmälern schuf Schlöth vor allem Rundplastiken und Reliefs mit mythologischer, biblischer oder allegorischer Thematik sowie zahlreiche Bildnisbüsten, darunter einen ganzen Zyklus von Gelehrtenbüsten für das Museum in Basel (fertiggestellt 1876). 1870 wurde der Solothurner Richard Kissling sein bekanntester Schüler. Ein weiterer Schüler von Schlöth in Rom war Baptist Hörbst. In den 1850er-Jahren beeinflusste Schlöth zudem den jungen Reinhold Begas. Zu seinen späten Schülern gehörte auch sein Neffe Achilles Schlöth.
Schlöths Werk war geprägt vom Spätklassizismus in der Nachfolge Bertel Thorvaldsens, nahm aber auch Anregungen von neueren Strömungen in der abendländischen Plastik (Realismus, Neobarock) in sich auf. Fast alle seine Werke sind aus weissem Carrara-Marmor gefertigt und zeigen eine für die Thorvaldsen-Schule charakteristische subtile, differenzierte Oberflächenbehandlung. Bei einzelnen ohne Auftrag geschaffenen Arbeiten ging Schlöth über die Geschmacksgrenzen des Klassizismus hinaus, etwa beim sinnlich-expressiven Relief Mänade und Pan von 1853 (heute im Schweizerischen Nationalmuseum) oder bei einem 1883 modellierten, nicht erhaltenen Faun, den Schlöth um ein aus Rom mitgebrachtes Horn, ein «objet trouvé», herum formte.

## Werke (Auswahl)
- Statue des Martin Eduard Alfred Burckhardt, Marmor, 1847, Historisches Museum Basel[4]
- Statue des Albert Burckhardt, Marmor, 1847, Historisches Museum Basel[5]
- Psyche, Marmorstatue, 1850, Kunstmuseum Basel[6]
- Jason mit dem goldenen Vlies, Marmorstatue 1852, Kunstmuseum Basel[7]
- Mänade und Pan, Marmorrelief, 1853, Zürich, Schweizerisches Landesmuseum
- Bacchantin (Allegorie des Herbstes), Marmorstatue, um 1854, Privatbesitz
- Ballschläger (Pallone-Spieler), Marmorstatue, 1863, Privatbesitz
- Winkelrieddenkmal in Stans, Marmor, 1865
- Martinsskulptur am Basler Münster[8]
- St. Jakobs-Denkmal in Basel, Marmor, 1871 (eingeweiht 1872)
- Adam und Eva vor dem Sündenfall, Marmorgruppe, 1873, Kunstmuseum Basel[9]
- Ganymed mit Adler, Marmorrelief, 1873, Skulpturhalle Basel (Depositium Gottfried-Keller-Stiftung)
- Professorenbüsten, Marmor, 1873–1876, ehemals Museum an der Augustinergasse (heute Naturhistorisches Museum Basel), seit 2008 als Depositum in der Skulpturhalle
- Modelle der Basilisken für die Wettsteinbrücke in Basel, 1879 (aufgestellt im Herbst 1880)
- Christus, Marmorbüste, 1883, Skulpturhalle Basel (Depositum Basler Kunstverein)
- Leda mit dem Schwan, Marmor, 1890/91, Skulpturhalle Basel (Depositum Basler Kunstverein)
- Büste von Karl Sarasin vor dem St. Alban-Tor

## Ausstellungen
- 1892: Skulpturhalle des Basler Kunstvereins[10]
- 1986: Nidwaldner Museum, Stans (Winkelrieddenkmal)
- 2004/2005: Skulpturhalle Basel
- 2018: Die Marmorporträts der Knaben Burckhardt von Ferdinand Schlöth, Haus zum Kirschgarten, Kabinettausstellung im Historischen Museum Basel
- 2018: Der Basilisk, Zeus und die verschleppten Professoren. Mythische Wesen und Bildniskunst des Basler Bildhauers Ferdinand Schlöth (1818–1891). Skulpturhalle Basel.